# Zola (film, 2020)
Pour les articles homonymes, voir Zola (homonymie).
Pour plus de détails, voir Fiche technique et Distribution.
Zola (stylisé @zola) est une comédie noire américaine réalisée par Janicza Bravo, sortie en 2020. Elle est basée sur une série de tweets viraux d'Aziah "Zola" King et l'article du magazine Rolling Stone qui en résulte "Zola Tells All: The Real Story Behind the Greatest Stripper Saga Ever Tweeted" par David Kushner.
Le film a été présenté au festival de Sundance en janvier 2020, puis dans les salles américaines à partir de juin 2020. Il est sorti en VOD en novembre 2021 en Belgique et en France.

## Synopsis
Zola (Taylour Paige), une serveuse de Detroit, se lie d'amitié avec une de ses clientes, Stefani (Riley Keough), qui l'invite à la rejoindre pour un week-end en Floride où, toutes deux danseuses de pole dance, elles pourront se faire un peu d'argent. Le voyage se transforme rapidement en cauchemar quand Zola se rend compte que X (Colman Domingo), leur chauffeur, est aussi le mec de Stefani...

## Distribution
- Taylour Paige : Aziah "Zola" King[2]
- Riley Keough : Stefani
- Colman Domingo : X
- Nicholas Braun : Derrek
- Ari'el Stachel : Sean[3]
- Jason Mitchell : Dion
- Ts Madison : Hollywood
- Nelcie Souffrant : Gail
- Nasir Rahim : Jonathan
- Sophie Hall : Baybe
- Jarquale Stewart : C.C.